# Hans Koennecke
Hans Koennecke (* 20. Oktober 1896 in Vieselbach; † 17. Mai 1936 in Jühnsdorf) war ein deutscher Offizier, Sportfunktionär und Politiker (DNVP).

## Leben
Hans Koennecke besuchte die Bürgerschule in Magdeburg, die GutsMuthsoberrealschule in Quedlinburg und das Bismarckgymnasium in Magdeburg. Im Anschluss wechselte er zum Goethegymnasium in Berlin-Wilmersdorf, an dem er das Abitur ablegte. Nach Ausbruch des Ersten Weltkrieges trat er im August 1914 als Freiwilliger in das Infanterie-Regiment „Prinz Louis Ferdinand von Preußen“ (2. Magdeburgisches) Nr. 27 der Preußischen Armee ein und wurde im Oktober an die Westfront verlegt. Im Dezember 1915 erfolgte seine Ernennung zum Leutnant. Im Mai 1916 wurde er zum Reserve-Jäger-Bataillon Nr. 27 an die Ostfront versetzt. Von Januar 1918 bis zum Kriegsende war er im Auftrag der Sektion des Generalstabs des Feldheeres als finnischer Major und Generalstabsoffizier in Finnland.
Koennecke kehrte im Januar 1919 nach Deutschland zurück und studierte sieben Semester Staatswissenschaften an der Friedrich-Wilhelms-Universität zu Berlin. Danach war er Generalsekretär der Vaterländischen Betriebe in Berlin-Schöneberg und Redakteur beim nationalistischen Blatt Die Einheitsfront. Er trat in die Deutschnationale Volkspartei (DNVP) ein und war seit dem 16. November 1921 Generalsekretär und geschäftsführendes Vorstandsmitglied des DNVP-Landesverbandes Potsdam II. Im Herbst 1924 unternahm er eine Studienreise in die Vereinigten Staaten.
Koennecke wurde im Dezember 1924 als Abgeordneter in den Preußischen Landtag gewählt, dem er bis zu dessen Auflösung im Jahre 1933 angehörte. Im Parlament vertrat er den Wahlkreis 3 (Potsdam II). 1929 heiratete er Ingeborg Koßmann, sie hatten gemeinsam 3 Kinder, Immo Karl Kurt(1930–2006), Erfa Anna Frieda (1932–2020) Ute Berta Auguste (* 1935). Vom 6. April 1933 bis zu seinem Tod amtierte er als Landrat des Landkreises Teltow.
Neben seinen politischen Funktionen betätigte sich Koennecke in sportlichen Verbänden. Er war Erster Vorsitzender des Berliner Sport-Vereins 1892, Präsidialmitglied des Deutschen Hockey-Bundes und Mitglied des Reichsausschusses für Leibesübungen.
Am 17. Mai 1936 verunglückte Koennecke auf dem Weg zu seiner Arbeit auf einer Landstraße zwischen seinem Wohnort Jühnsdorf und Blankenfelde-Mahlow.

## Belege
1. ↑  Kreis Teltow, in: Rolf Jehke: Territoriale Veränderungen in Deutschland und deutsch verwalteten Gebieten 1874–1945, Herdecke. Zuletzt geändert am 8. Dezember 2013.

| Personendaten    | Personendaten                                                 |
| ---------------- | ------------------------------------------------------------- |
| NAME             | Koennecke, Hans                                               |
| KURZBESCHREIBUNG | deutscher Offizier, Sportfunktionär und Politiker (DNVP), MdL |
| GEBURTSDATUM     | 20. Oktober 1896                                              |
| GEBURTSORT       | Vieselbach                                                    |
| STERBEDATUM      | 17. Mai 1936                                                  |
| STERBEORT        | Jühnsdorf                                                     |